# Пещанський Володимир Павлович
Володимир Павлович Пещанський (28 жовтня 1873, м. Переяслав — 26 серпня 1926, Львів) — український архітектор, реставратор, дослідник української старовини та педагог. Проводив реставрацію та археологічні дослідження пам'яток в Києві, працював реставратором старовинних ікон в Національному музеї у Львові.

## Освіта
Володимир Пещанський здобув різнопланову освіту. Спершу закінчив Орловський кадетський корпус, потім вступив до Костянтинівського артилерійського училища в Петербурзі, звідки був випущений підпоручником і направлений в артилерійську бригаду в Ніжин. Продовжив освіту в Миколаївській інженерній академії, а потім в Інституті цивільних інженерів в Петербурзі.

## Діяльність
У 1909 році Володимир Пещанський одержав призначення на службу до Київського кріпосного інженерного управління. Разом з П. П. Покришкіним у 1913 році проводив реставрацію пам'яток в Києві:
- Микільського Військового собору (не зберігся);
- Церкви Спаса на Берестові.

Проводив археологічні дослідження Михайлівської церкви Видубицького монастиря (1916).

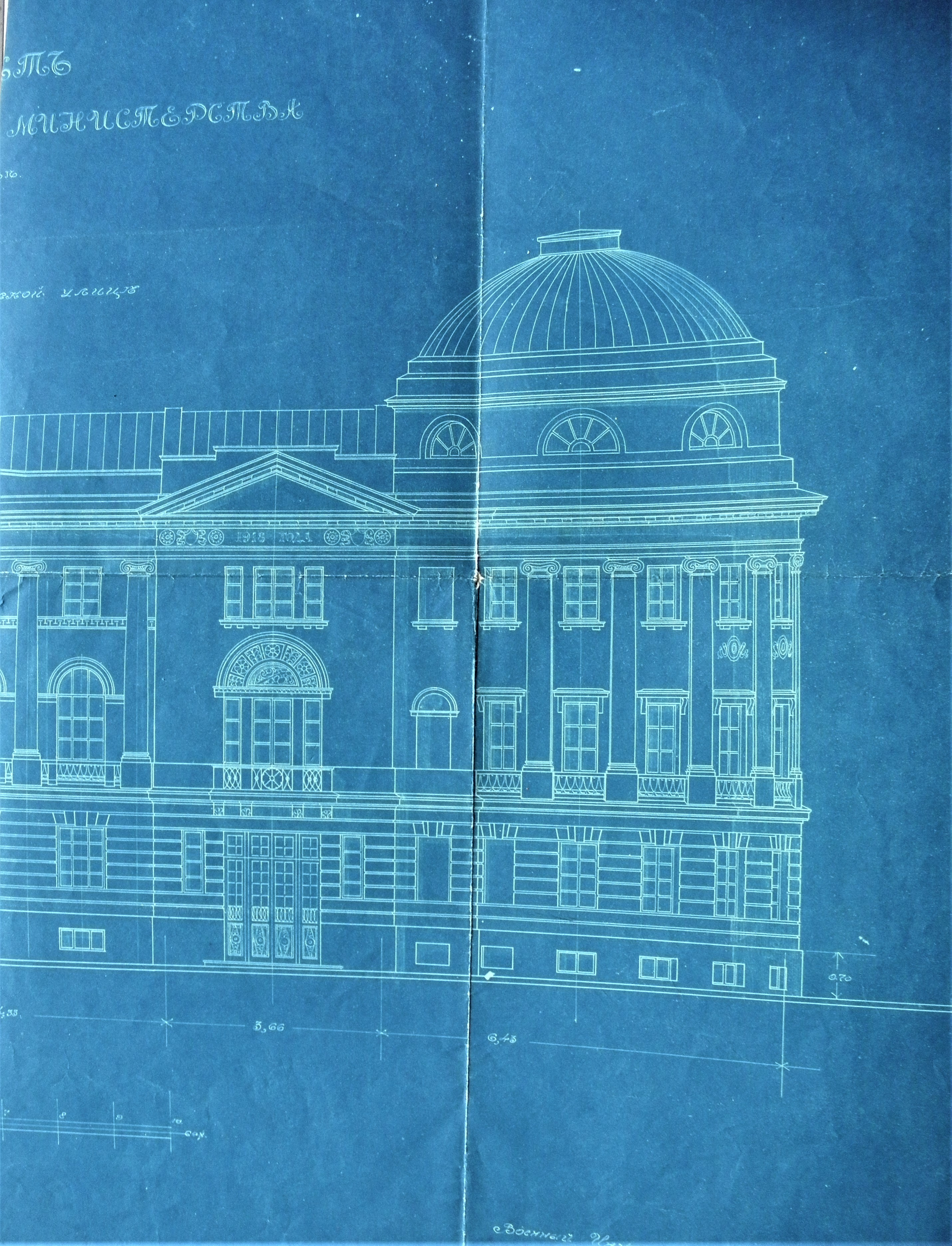
Фрагмент проєкту будинку на вул. Грушевського № 30/1

Як архітектор працював в стилях модернізованого класицизму і неоампіру; за його проєктами в Києві, зокрема, зведені:
- Житловий будинок на вул. Микільській № 18/49 (тепер — вул. Лаврська) (1910—1914),
- Будинок військової льотної школи прапорщиків (тепер — Центральний будинок офіцерів Збройних сил України)[5] на вул. Грушевського № 30/1 (1914—1918, співавтор В. Кричевський, закінчений у 1931—1933 роках Й. Каракісом).

У Харкові виконав скульптурне опорядження Азовсько-Донського банку на Миколаївській площі № 18 (1914, проєкт Й.-Ф. Лідваля, керував будівництвом Л. К. Тервен).
З 1922 року працював у Львові, зокрема в Національному музеї заснованому Андреєм Шептицьким. В музеї керував реставрацією старовинного іконопису (в тому числі відомого Богородчанського іконостасу) та упорядкуванням пам'яток народного мистецтва. Проводив наукові дослідження старовинних ікон, килимів, іконостасів, опублікував низку наукових праць. На замовлення Шептицького та Свєнціцького 1926 року виконав проєкт розбудови музейного комплексу на вулиці Мохнацького (тепер Драгоманова). Який однак не було реалізовано.
Залишив у спадок музею унікальну збірку українських килимів XVII—XVIII століть із Київщини, Полтавщини, Поділля та Переяславщини.

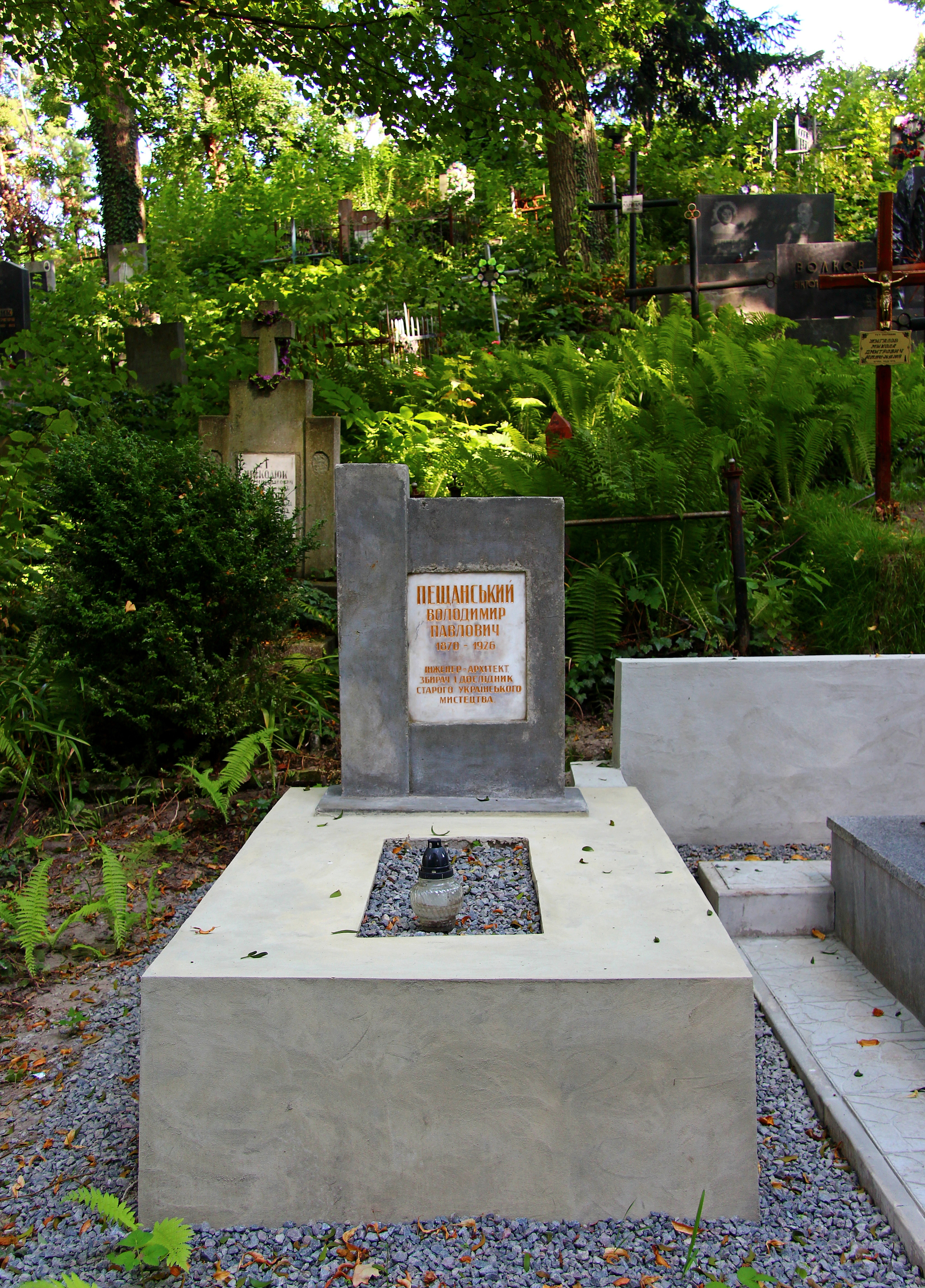

Помер у Львові , похований на полі № 43 Личаківського цвинтаря. Надгробок на могилі В. Пещанського нещодавно відремонтовано працівниками  ЛКП "Музей " Личаківський цвинтар" .

## Наукові праці
- «Давні килими України» UARTLIB [Архівовано 2 квітня 2015 у Wayback Machine.] (1925)
- «Дещо про українські та великоруські ікони» (1926),
- «Скит Манявський і Богородчанський іконостас» (1926, у співавт. з М. Драґаном та І. Свенціцьким)[1].
- Пещанський В. Давні килими України : з 20 рис. і 9 знімками / В. Пещанський. — Львів : З друк. вид. спілки ”Діло”, 1925. — 13, 3 с., 29 арк. іл. — (Збірки Національного Музею у Львові). [Архівовано 21 вересня 2020 у Wayback Machine.]